# 伊藤洋一 (法学者)
伊藤 洋一（いとう よういち）は、日本の法学者。東京大学大学院法学政治学研究科・法学部 教授。専門分野は、EU法、フランス法、特にヨーロッパ法と国内法、ヨーロッパ行政法 
2025年3月、東京大学大学院法学政治学研究科教授を定年退職。4月、東京大学名誉教授。

## 略歴
- 1983年　東京大学法学部卒業
- 1985年　東京大学大学院法学政治学研究科修士課程修了
- 1990年　東京大学大学院法学政治学研究科博士課程修了（博士（法学））
- 1990年　東京大学大学院法学政治学研究科講師
- 1992年　東京大学大学院法学政治学研究科助教授
- 1996年　パリ第2大学法学博士号（Docteur en droit）取得
- 2002年　東京大学大学院法学政治学研究科教授
- 2025年　定年退職、名誉教授

### 担当授業科目
ヨーロッパ法、ヨーロッパ統合と法、法のパースペクティブ、現代法の基本問題、現代フランス法、フランス法　等

### 所属学会
日本EU学会、比較法学会、日本公法学会、日仏学会

### 公的活動等
- 日仏法学会理事
- 公益財団法人社会科学国際交流江草基金選考委員会委員・委員長
- 内閣府男女共同参画局ポジティブ・アクション研究会委員[6]

## 主要著作
詳細はCiNii参照。

### 著書・編著書
- 伊藤洋一著『フランス行政訴訟の研究：取消判決の対世効』（東京大学出版会 1993年）ISBN 413036104X[8]
- 伊藤洋一編著『裁判官対話：国際化する司法の協働と攻防』（ 日本評論社 2023年）ISBN 9784535525887[9]

### 論文
- 「EC法の優越とフランス憲法規範：フランス国内判例の新展開」慶應法学12号（2009年）
- 「EEA法違反に基づく国家賠償法理の展開」法律時報85巻8号（2013年）
- 「EUにおける法形成：EU立法手続の制度設計」長谷部恭男(編)『岩波講座 現代法の動態 第1巻 法の生成/創設』岩波書店（2014年）
- 「国際人権保障をめぐる裁判官の対話─司法的ネットワークの現状と課題」国際人権(信山社)25号（2014年）
- EEA Law, Unexpected Success: A Japanese Perspective, in EFTA Court (ed.), The EEA and the EFTA Court: Decentred Integration, Oxford, Hart Publ., 2014.
- 「「裁判官対話」とフランス公法判例：条約の法律に対する優越を素材に」法律時報89巻2号（2017年）
- 「フランス第5共和制憲法とヨーロッパ統合─憲法第54, 55条の起草過程を中心に」辻村みよ子（編集代表）『講座 政治・社会の変動と憲法：フランス憲法からの展望 第1巻　政治変動と立憲主義の展開』信山社（2017年）